# Nachhaltiger Konsum
Nachhaltiger Konsum ist Teil einer nachhaltigen Lebensweise und ein Verbraucherverhalten: Umwelt- und sozialverträglich hergestellte Produkte zu kaufen, kann politischen Einfluss auf globale Problemlagen ausüben, um die ökonomischen, ökologischen und sozialen Kosten zu minimieren.
Bekanntes Beispiel für die globale Dimension von Kaufentscheidungen sind die Bemühungen zum fairen Handel. Verbraucher sollen etwas teurere Güter kleinerer Erzeuger aus Entwicklungsländern nehmen und so gerechte Arbeitsbedingungen unterstützen. Auch sonst ist die Kaufentscheidung ausschlaggebend, die vor allem die Betriebs- und Folgekosten eines Produktes beachtet. Das gilt für den späteren Energieverbrauch ebenso wie für die leichte Reparierbarkeit oder die Langlebigkeit der Produkte.
Der Begriff ethischer Konsum wird gelegentlich synonym zu nachhaltigem Konsum verwendet. Allgemeiner ist ethischer Konsum solcher Konsum, der von ethischen Erwägungen des Konsumenten – nicht nur hinsichtlich Nachhaltigkeit – beeinflusst wird. Insbesondere hat die Frage, ob eine Form der Fleischproduktion mit dem Tierwohl eher vereinbar sei als eine andere Form, nichts mit der Kategorie der „Nachhaltigkeit“ zu tun; die Frage ist aber für ethisch orientierte Verbraucher von zentraler Bedeutung.

## Begriffsgeschichte
Die Entstehung des Begriffs Nachhaltiger Konsum steht im Kontext der Diskussion um eine nachhaltige Entwicklung, als eine Entwicklung, die den Bedürfnissen der jetzigen Generation entspricht, ohne dass Möglichkeiten künftiger Generationen, ihre eigenen Bedürfnisse befriedigen zu können, gefährdet werden. Der Ursprung des Begriffs Nachhaltiger Konsum geht zurück auf Kapitel 4 der Agenda 21, die im Jahr 1992 auf der Konferenz der Vereinten Nationen über Umwelt und Entwicklung (Rio-Konferenz) verabschiedet wurde. Unter dem Titel „Veränderung von Konsumgewohnheiten“ wurde gefordert, sich gezielt mit nicht nachhaltigen Produktionsweisen und Konsumgewohnheiten auseinanderzusetzen und eine einzelstaatliche Politik zur Veränderung derselben zu entwickeln. Das trägt dem Sachverhalt Rechnung, dass die Nachfrage Produktionsstrukturen und -prozesse steuert und dass in der Konsumsphäre selbst Umweltbelastungen stattfinden, die einer nachhaltigen Entwicklung entgegenstehen. Auf dem Weltgipfel für nachhaltige Entwicklung 2002 in Johannesburg wurde vor dem Hintergrund immer weniger nachhaltiger Produktions- und Konsummuster die Entwicklung eines Zehn-Jahres-Rahmenprogramms für nachhaltigen Konsum und Produktion beschlossen. Dieses Programm wird als sogenannter Marrakesch-Prozess bezeichnet.
Eine einheitliche allseits anerkannte Definition des Begriffs „nachhaltiger Konsum“ fehlt allerdings bis heute. Eine hilfreiche Definition, die auch der Arbeit der Verbraucherzentralen zugrunde liegt, ist das Verständnis von nachhaltigem Konsum als der Ver- bzw. Gebrauch von Gütern und Dienstleistungen, der die Bedürfnisse der Konsumenten erfüllt, Umwelt und Ressourcen schont und sowohl sozialverträglich als auch ökonomisch tragfähig ist. Damit finden sich in der Definition die drei grundlegenden Nachhaltigkeitsdimensionen, Umwelt- und Ressourcenschonung, Sozialverträglichkeit, ökonomische Tragfähigkeit, wieder. Diese kennzeichnen auch das sogenannte Drei-Säulen-Modell der Nachhaltigkeit.

## Konsumverzicht
Dem Konzept nachhaltiger Konsum steht das Konzept Konsumverzicht gegenüber. Hierbei steht die Überlegung im Zentrum, dass man auf den Genuss verfügbarer Güter bewusst verzichten, gegebenenfalls Altes reparieren, Gebrauchtes kaufen, mieten oder tauschen könnte, oder durch Upcycling aus einem alten ein neues Produkt herstellen könnte. Ende November findet jährlich der Aktionstag für Konsumverzicht statt, der Kauf-nix-Tag, siehe auch: Suffizienz (Ökologie).

## Nachhaltiger Konsum von Einzelverbrauchern
Menschen, die einen nachhaltigen Lebensstil praktizieren, werden als LOHAS (nach engl. Lifestyles of Health and Sustainability) bezeichnet. Menschen, die bewusst weniger Fleisch konsumieren, da sie den negativen Umweltauswirkungen der Massentierhaltung entgegenwirken wollen, werden Flexitarier genannt.
Zertifizierungen von Produkten oder Unternehmen können dem Verbraucher als Hilfe bei der Konsumentscheidung dienen. Es existieren zahlreiche Produktzertifizierungen mit entsprechenden Gütesiegeln, z. B. das Fair-Trade-Siegel für "fairen Handel" oder das Demeter-Siegel für eine bio-dynamische Wirtschaftsweise. Des Weiteren bietet der CSE-Standard als Unternehmenszertifizierung für Wirtschaftsakteure eine Richtlinie für ethischen Konsum.
In Europa bezahlen Konsumenten gemäß der Studie Global Wealth and Lifestyle Report 2020 in der Regel nur ungern einen Aufschlag für verantwortungsvoll hergestellte Güter. Dies aus Skepsis gegenüber der Nachhaltigkeitswerbung von Unternehmen und weil strenge Regulierungen bereits bei konventionellen Gütern hohe Standards böten. Das Recycling von Produkten werde als eine Selbstverständlichkeit angesehen, insbesondere in Deutschland, Österreich, Wales und der Schweiz, die zu den Ländern mit den höchsten Recyclingraten weltweit gehörten.

### Bereitstellung, Angebot und Ausgaben
In einer Studie, für die 217 Analysen von Produkten und Dienstleistungen auf dem Markt überprüft und bestehende Alternativen zu herkömmlichen Lebensmitteln, Reisen und Einrichtungsgegenständen analysiert wurden, kam man zu dem Schluss, dass die Treibhausgasemissionen der Schweden um bis zu 38 % gesenkt werden könnten, wenn die Verbraucher die Gesamtausgaben stattdessen für nachhaltige Alternativen in diesen drei Bereichen ausgeben würden. Die Studie berücksichtigte weder Logik des Eigennutzes noch ärmere Länder. Bereitstellung, Angebot/Verfügbarkeit, Produktentwicklung/erfolg/preis, komparative Vorteile sowie Anreize, Zwecke/Erwartungen/Nachfragen und Auswirkungen von Ausgabenentscheidungen sind Teil des menschlichen neuro-sozioökonomischen Systems oder darin eingebettet und entziehen sich daher insgesamt weitgehend der Kontrolle einzelner Individuen, die versuchen, innerhalb dieses Systems rationale und ethische Konsumentscheidungen zu treffen – nachhaltig zu konsumieren – selbst wenn diesen Verbrauchern alle relevanten Informationen einer Lebenszyklusanalyse oder Produktinformationen – nebst zugänglicher bestehender Alternativen – zur Verfügung stünden.

## Nachhaltiger Konsum von Unternehmen und Organisationen
Bei nachhaltigem Konsum denkt man bisher vor allem an Einzelverbraucher, weniger an Unternehmen, bei denen man nachhaltiges Handeln vor allem mit Corporate Social Responsibility in Verbindung bringt. Dabei liegt der Fokus meist auf der Zulieferkette beziehungsweise Wertschöpfungskette, die bei verantwortungsbewussten Unternehmen nicht nur wirtschaftlich rentabel, sondern auch sozial und ökologisch verträglich gestaltet sein sollte. Es geht hierbei meist um das Produkt selbst beziehungsweise den Herstellungs- und Lieferprozess.
Zunehmend stärker in den Fokus gerät der nachhaltige Konsum auch im Bürobetrieb. Vor allem im ökologischen Bereich können Unternehmen und Organisationen nach dem Green Office-Prinzip ihre Ökobilanz verbessern. Dabei spielen vor allem die Beschaffung und das Verhalten der Mitarbeitenden eine wichtige Rolle. In folgenden Bereichen bieten sich Anknüpfungspunkte für nachhaltigen Konsum in Unternehmen und Organisationen:
- Energie und Ressourcen – Beispiele: Nutzung von Ökostrom, Eigenstromerzeugung zum Beispiel über Photovoltaik, doppelseitiges Drucken, Ausschalten von Geräten und Beleuchtung bei Nichtgebrauch
- Mobilität – Beispiele: Firmenfahrräder, Jobtickets, emissionsarme Fahrzeuge, Bahn statt Flugzeug oder – wenn Flüge unvermeidbar sind – Kompensation der Flüge über Klimaschutzprojekte
- Bürobedarf und Ausstattung – Beispiele: Anschaffung energiearmer und/oder recycelter Bürogeräte, Recyclingpapier
- Catering und Veranstaltungsmanagement – Beispiele: wenn möglich regional und saisonal einkaufen,[12] Produkte aus fairem Handel bevorzugen

Zur sozialen Dimension nachhaltigen Konsums in Unternehmen und Organisationen zählt neben dem Fairen Handel auch das Betriebliche Gesundheitsmanagement.

## Kontroverse
Viele Produkte, welche nachhaltig konsumierbar sein sollen, sind eher ein Instrument des Marketings des anbietenden Unternehmens, als Teil einer nachhaltigen Lebensweise. So kann etwa der Bezug von Ökostrom zwar nachhaltig sein, in vielen Fällen ist das Produkt jedoch ein Mittel zur Kundenbindung und zur Steigerung des Absatzes. Dem Konsumenten soll ein wohliges Gefühl beim Konsum verschafft werden, auch wenn die Umweltwirkung in Wirklichkeit nur Fassade ist (siehe auch: Greenwashing).
Gelegentlich wird der nachhaltige Konsum als Ersatz für „echtes“ politisches oder gesellschaftliches Engagement eingestuft (siehe: Bionade-Biedermeier).